# Rejon dżydiński
Rejon dżydiński (ros. Джиди́нский райо́н, Dżydinskij rajon; bur. Зэдэ (Жада) аймаг) – rejon w azjatyckiej części Rosji, wchodzący w skład Republiki Buriacji. Stolicą rejonu jest Pietropawłowka. Rejon został utworzony 18 lutego 1935 roku.

## Położenie
Rejon położony jest w południowo-zachodniej części Republiki Buriacji przy granicy Federacji Rosyjskiej z Mongolią. Zajmuje powierzchnię 8.600 km², co stanowi 2,4% powierzchni Buriacji. Przez rejon przepływa rzeka Dżida, stanowiąca dopływ Selengi.

## Ludność
Rejon zamieszkany jest przez 30.841 osób (2007 r.), głównie Rosjan i Buriatów. Struktura narodowościowa rejonu przedstawia się następująco:
- Rosjanie – 54,6%
- Buriaci – 42,1%
- Tatarzy – 1,5%
- Ukraińcy – 0,6%
- Ormianie – 0,3%
- Białorusini – 0,2%
- Niemcy – 0,1%
- pozostali – 0,6%

Średnia gęstość zaludnienia w rejonie wynosi 3,6 os./km².

## Podział administracyjny
Rejon podzielony jest na 22 wiejskich osiedli i jedno osiedle miejskie:

### Osiedla miejskie
| Nazwa osiedla miejskiego          | Ośrodki administracyjne |
| --------------------------------- | ----------------------- |
| Dżida (Джида городское поселение) | Dżida (Джида)           |

### Osiedla wiejskie
| Nazwa osiedla wiejskiego                                         | Ośrodki administracyjne                 |
| ---------------------------------------------------------------- | --------------------------------------- |
| Ałcakskoje (Алцакское сельское поселение)                        | Ałcak (Алцак)                           |
| Armakskoje (Армакское сельское поселение)                        | Armak (Армак)                           |
| Bełoozierskoje (Белоозерское сельское поселение)                 | Biełooziorsk (Белоозёрск)               |
| Borgojskoje (Боргойское сельское поселение)                      | Borgoj (Боргой)                         |
| Bocinskoje (Боцинское сельское поселение)                        | Bocij (Боций)                           |
| Bułykskoje (Булыкское сельское поселение)                        | Bułyk (Булык)                           |
| Burgałtajskoje (Бургалтайское сельское поселение)                | Niżnij Burgałtaj (Нижний Бургалтай)     |
| Wierchniebyrgałtajskoje (Верхнебургалтайское сельское поселение) | Wierchnij Byrgałtaj (Верхний Бургалтай) |
| Wierchnietoriejskoje (Верхнеторейское сельское поселение)        | Wierchnij Toriej (Верхний Торей)        |
| Gegetujskoje (Гэгэтуйское сельское поселение)                    | Gegetuj (Гэгэтуй)                       |
| Dodoiczietujskoje (Додоичетуйское сельское поселение)            | Dodo-Iczietuj (Додо-Ичетуй)             |
| Dyriestujskoje (Дырестуйское сельское поселение)                 | Dyriestuj (Дырестуй)                    |
| Jonchorskoje (Ёнхорское сельское поселение)                      | Jonchor (Ёнхор)                         |
| Żiełturinskoje (Желтуринское сельское поселение)                 | Żiełtura (Желтура)                      |
| Inzagatujskoje (Инзагатуйское сельское поселение)                | Inzagatuj (Инзагатуй)                   |
| Icziotujskoje (Ичётуйское сельское поселение)                    | Dede-Icziotuj (Дэдэ-Ичётуй)             |
| Kałandariszwilskoje (Каландаришвильское сельское поселение)      | Ojop (Оёр)                              |
| Narynskoje (Нарынское сельское поселение)                        | Bolszoj Naryn (Большой Нарын)           |
| Niżnietoriejskoje (Нижнеторейское сельское поселение)            | Niżnij Toriej (Нижний Торей)            |
| Pietropawłowskoje (Петропавловское сельское поселение)           | Pietropawłowka (Петропавловка)          |
| Cagan-Usunskoje (Цаган-Усунское сельское поселение)              | Cagan-Usun (Цаган-Усун)                 |
| Cagatujskoje (Цагатуйское сельское поселение)                    | Cagatuj (Цагатуй)                       |